# Chaubardiella subquadrata
Chaubardiella subquadrata är en orkidéart som först beskrevs av Rudolf Schlechter, och fick sitt nu gällande namn av Leslie Andrew Garay. Chaubardiella subquadrata ingår i släktet Chaubardiella och familjen orkidéer. Inga underarter finns listade i Catalogue of Life.